# Rejon nowostrzeliski
Rejon nowostrzeliski (ukr. Новострілищанський район) – dawna jednostka podziału administracyjnego Ukraińskiej Socjalistycznej Republiki Radzieckiej w Związku Socjalistycznych Republik Radzieckich w latach 1940–1941 i 1944–1959. Należał do obwodu drohobyckiego. Siedziba władz rejonu znajdowała się w Strzeliskach Nowych.
Rejon nowostrzeliski został utworzony 17 stycznia 1940 na podstawie dekretu Prezydium Rady Najwyższej USRR o podziale na rejony zachodnich obwodów USRR, kiedy to w obwodzie drohobyckim utworzono 30 rejonów, między innymi nowostrzeliski. Rejon objął  obszary zniesionych gmin Ostrów, Sokołówka i Strzeliska Nowe, należące przed wojną do powiatu bóbreckiego w województwie lwowskim. 
Rejon nowostrzeliski przestał istnieć wraz z wybuchem wojny niemiecko-radzieckiej 22 czerwca 1941. Jego tereny weszły w skład Landkreis Lemberg i Landkreis Stryj dystryktu galicyjskiego Generalnego Gubernatorstwa.
Rejon został odtworzony 31 lipca 1944, po zajęciu tych terenów przez Armię Czerwoną.
Rejon nowostrzeliski zniesiono 21 stycznia 1959, włączając jego obszar do rejonu chodorowskiego.